# Paul Brown (politiker)
Paul Brown, född 31 mars 1880 i Hart County i Georgia, död 24 september 1961 i Elberton i Georgia, var en amerikansk demokratisk politiker. Han var ledamot av USA:s representanthus 1933–1961.
Brown avlade år 1901 juristexamen vid University of Georgia och inledde sedan sin karriär som advokat i Lexington i Georgia. Han var Lexingtons borgmästare 1908–1914. År 1920 flyttade han till Elberton och var åklagare i Elbert County 1928–1933. Kongressledamot Charles Hillyer Brand avled 1933 i ämbetet och Brown fyllnadsvaldes till representanthuset. År 1961 efterträddes han slutligen som kongressledamot av Robert Grier Stephens. Brown avled senare samma år och gravsattes på Elmhurst Cemetery i Elberton.